# Pholidoscelis dorsalis
Pholidoscelis dorsalis is een hagedis uit de familie tejuhagedissen (Teiidae).

## Naam
John Edward Gray beschreef de soort in 1838. Oorspronkelijk werd de wetenschappelijke naam Ameiva dorsalis gebruikt.

## Uiterlijke kenmerken
Volwassen dieren zijn ongeveer 45 centimeter lang, waarvan twee derde bestaat uit de lange staart. De hagedis leeft op de bodem en bij voorkeur op zandige grond. De kop en de zijkanten van de nek zijn lichtrood-bruin. Op het midden van de rug is een lichtgroene streep aanwezig, die uitloopt in een punt achter de kop. Verder naar achteren wordt deze streep breder en donkerder. Op elke schouder zijn twee zwarte stippen gelegen. De onderzijde van de flank van het lichaam en de staart zijn bedekt met talrijke blauwe stippen.

## Verspreiding en habitat
Pholidoscelis dorsalis komt voor in het Caraïbisch Gebied en komt endemisch voor op Jamaica. De habitat bestaat uit begroeide delen van eilanden en zandplaten en laaglanden van grotere eilanden tot een hoogte van 50 meter boven zeeniveau.
Door de internationale natuurbeschermingsorganisatie IUCN wordt de hagedis als bedreigd beschouwd (Endangered of EN). Het kleine verspreidingsgebied maakt de soort kwetsbaar en de hagedis heeft daarnaast te lijden van geïntroduceerde dieren zoals de Indische mangoeste (Herpestes javanicus), katten en mogelijk honden.